# Tropiocolotes nattereri
Tropiocolotes nattereri (гекон Наттерера) — вид геконоподібних ящірок родини геконових (Gekkonidae). Мешкає на Близькому Сході. Вид названий на честь австрійського колекціонера Йоганна Наттерера.

## Поширення і екологія
Гекони Наттерера мешкають на півдні Синайського півострова, в долині Ваді-ель-Араба на території Ізраїлю і Йорданії, а також на північному заході Саудівської Аравії, в провінції Табук. Вони живуть в кам'янистих і гравійних пустелях та у ваді, іноді трапляються в піщаних пустелях. Зустрічаються на висоті від -200 до 1600 м над рівнем моря. Відкладають одне яйце двічі або більше разів за рік.